# ブリティッシュ・サウンズ
『ブリティッシュ・サウンズ』（英語British Sounds、「英国の音響」の意）は、ジャン＝リュック・ゴダール、ジャン＝アンリ・ロジェら「ジガ・ヴェルトフ集団」の共同監督による、1969年3月製作のイギリスのテレビ映画である。ロンドン・ウィークエンド・テレヴィジョン（LWT、ITV傘下）のためにつくられたが、同局は本作の納品を拒否し、抜粋のみを放送した。

## 概要
1968年に結成された「ジガ・ヴェルトフ集団」が第一作『あたりまえの映画』を撮り、アメリカのシネマ・ヴェリテ派ドキュメンタリー作家D・A・ペネベイカーと共同監督で『ワン・アメリカン・ムービー』を同年秋にゴダールが撮ったあと、同集団がロンドンでとりくんだ第二作がこの映画である。
冒頭から『ウイークエンド』（1967年）なみの長時間横移動で、オックスフォードシャー州アビンドンのMGの自動車工場の生産ラインが延々ワンショットにおさめられる。不協和音の音楽、かぶせられるカール・マルクス『共産党宣言』を朗読する声。とある住居にシーンは変わり、中を歩き回る全裸の女性の映像にかぶせられるフェミニストのテクストを朗読する声。ニュースキャスターが資本家について語るショット、活動家たちの討論。ロケーション撮影はエセックス州コルチェスターでも行なわれた。最後は英国の国旗ユニオンジャックを拳で突き破るカットがいくつも繰り返されて終わる。明快だが、あまりにも図式的な映画ではある。
本作のプロデューサーのケニス・トロッドは、1968年8月2日に開局したロンドン・ウィークエンド・テレヴィジョンに番組を供給すべく、同年「ケストレル・プロダクションズ」社をトニー・ガーネット、ケン・ローチとともに設立したばかりで、「ジガ・ヴェルトフ集団」のおかげでたいへんな目に遭うわけであるが、後にパット・オコナー監督の『ひと月の夏』（1987年）やピーター・ホール監督の『おかえりなさい、リリアン』（1989年）のような良作をプロデュースすることとなる。撮影監督のチャールズ・スチュワートと録音技師のフレデリック・シャープは、1971年には同社でケン・ローチ監督の映画『Family Life』にたずさわることになる。
このときのゴダールとの共同作業で脚本を書き、共同で演出をしたジャン＝アンリ・ロジェは、まだ19歳であった。若すぎる相棒、イギリス人のテレビ番組下請け会社のスタッフたちとの初めての仕事であった。パリ、バークレー、ニューヨーク、ロンドン、ローマ、そしてパレスティナへとわずか2年で飛び回るゴダールと「ジガ・ヴェルトフ集団」の旅はつづく。

## 作品データ
カラー作品（16 mm） / 上映時間 54分 / 上映サイズ1:1.37（スタンダード・サイズ）

## スタッフ・キャスト
- 監督　ジガ・ヴェルトフ集団（ジャン＝リュック・ゴダール、ジャン＝アンリ・ロジェ）
- 脚本　ジガ・ヴェルトフ集団
- 出演　ロンドンの工場労働者たち、活動家たち
- 撮影　チャールズ・スチュワート
- 編集　エリザベス・コズミアン
- 録音　フレデリック・シャープ
- 製作　アーヴィング・テイテルバウム、ケニス・トロッド
- 製作会社　ケストレル・プロダクションズ（ロンドン）

## 註
1. ↑  仏語版WikipediaBritish Soundsには「2月」とあるが、アメリカ公開版のプリントの冒頭には「3月」とクレジットされている。
2. ↑  仏語版WikipediaBritish Soundsのページの記述より。